# Саламби (роман)
 Салампи,  Саламби  (чув. Салампи) — роман чувашского писателя Александра Артемьева. Впервые роман публиковался частями в ежемесячном чувашско-язычном литературном журнале «Ялав» с 1954 по 1955 год, как повесть. В 1956 году опубликован отдельной книгой. Автор описывает жизнь чувашской молодежи после Великой Отечественной войны: их мечты и стремления, страдания и переживания, радости и печали, чистую любовь и крепкую дружбу. В 2010 году книга удостоена звания «Книга столетия» в Национальной библиотеке Чувашской республике.

## Главные герои
Саламби Акрамова — скромная, умная, добрая и принципиальная девушка с богатым внутренним миром. Имя этимологически восходит к чувашскому приветствию салам (< араб. салам) + пи(ке) «госпожа», «девушка», компонент  женских имён (другие имена с этим компонентом: Нарспи, Эветпи, Илемпи, Укапи, Шелепи, Хунерпи). Одна из глав романа так и называется «Саламби — приветливое имя» (чув. Салампи — Саламлă Ят), в которой один из героев сравнивает имя Саламби с чувашским приветствием салам.  По правилам чувашской орфографии и орфоэпии, букву -п- в слове Салампи следует произносить звонко, поэтому русско-язычный вариант имени часто пишется — Саламби. Возможно на выбор имени главного героя повлияла дружба автора с чувашским поэтом Петром Хузангаем, чью дочь звать также Саламби. Ещё одна версия — роман «Саламбо» Гюстава Флобера. В главе «Осенние мухи» (чув. Кĕрхи Шăнасем) персонажи упоминают французский роман и сравнивают его с именем главной героини. Акрамова — возможно от Акрам (перс.  اکرم‎), имени арабского происхождения, в переводе на русский означает «самый щедрый».
Анатолий Алмазов — очень талантливый молодой человек, музыкант, учащийся казанской консерватории, выходец из низовых чувашей, выросший в чувашской деревне, одарённый самородок, неогранённый «алмаз», которому предстоит много учиться и заниматься, чтобы стать настоящим «бриллиантом», великим  композитором. По ходу романа, к большому сожалению некоторых героев, связался не с теми людьми и свернул со своей тропы, перестал учиться, стал подрабатывать в кабаках.

## Сюжет
Ранние послевоенные годы. Возлюбленный Саламби — Валерий погиб на войне. Саламби — деревенская девушка, живет с матерью, поступает в сельскохозяйственный институт в Чебоксарах. Саламби усердно учится. Саламби близко знакомится с Алмазовым, фронтовым товарищем Валерия, между ними возникает тёплые чувства. Обманом коварная подруга Саламби — Муза переманивает Алмазова к себе. Саламби случайно проходит мимо гуляющих детей из приюта и один мальчик-сирота Валерик цепляется за неё с криками «Мама!», что трогает сердце юной девушки, и она решает его усыновить. После этого берёт академический отпуск и возвращается в деревню. В деревне пополз слух, что Саламби родила «в девках», а сама Саламби не хочет всем подряд раструбить, что ребёнок неродной, так как сильно привязалась к нему и любит его. Алмазов приезжал в деревню к Саламби, но чувство неловкости и смущения не позволило объясниться друг перед другом, Алмазов подумал, что Саламби разочарована в нём и вообще нехорошо влюбляться в девушку фронтового товарища, а Саламби показалось, что она с ребёнком ему не нужна. Алмазов далее уезжает в Сибирь. Неожиданно объявляется реальный отец Валерика — Андрей, солидный добропорядочный мужчина, война отняла у него дом, семью. Андрей приехал в деревню, где жила Саламби с его сыном. Андрей произвёл очень хорошее впечатление на всех местных жителей, отремонтировал дом матери Саламби, его устроили работать в местном райцентре. Казалось бы, идеальный жених для Саламби. Мать отправила Саламби в лес, где работал Андрей, чтобы забрать его. Андрей и Саламби, наконец, оказались друг перед другом наедине, ближе познакомились друг с другом, пригляделись. Саламби — счастлива. В изначальных публикациях в журнале «Ялав» повесть на этом заканчивается. В книжных изданиях финал несколько иной. Саламби от знакомых получает весточку от Алмазова и она окрыляется. Однако, Алмазов опять надолго пропадает. Саламби окончила учёбу в институте после академического отпуска и вернулась в деревню. Алмазов, спустя несколько лет, возвращается в Чебоксары. Старые знакомые его упрекают, что он не оправдал их надежд, перестал серьёзно заниматься музыкой, заставил страдать хорошую девушку Саламби. Алмазов пишет любовное письмо Саламби. В финале происходит их встреча. Саламби выбирает Алмазова, а не Андрея.

## Песня Саламби
Отрывок (пер. С. Трегуба):
Грустно и тяжело мне одной.
Я боюсь одиночества и темноты.
Что случилось, друг мой, с тобой?
Где же ты? Где же ты?
.
Лейтмотивом в романе проходит любовная песня Саламби. Текст этой песни Александр Артемьев сочинил специально для одноименного произведения. В книге обозначена как «Песня любви» (чув. Юрату юрри). Однако все персонажи называют её «Песней Салампи» (чув. Салампи юрри) по имени главной героини, которая постоянно ее напевала. Автором музыки по сюжету повести является Анатолий Алмазов. В жизни же текст песни переложил на музыку композитор Григорий Хирбю. Очень известно исполнение песни советской чувашской певицей Тамарой Чумаковой.

## Переводы
- В 1960 году опубликован авторизованный перевод С. Трегуба на русский язык[14].
- В 2019 году Бюлент Байрам выполнил перевод на турецкий язык[16].

## Постановки
- В Чувашском драматическом театре осуществляется постановка пьесы Валерия Яковлева по мотивам повести Александра Артемьева. Роль Салампи исполняли такие известные артисты как Валентина Иванова, Валентина Трифонова, Валентина Музыкантова[17][18][19].
- По мотивам повести Салампи Анисим Асламас написал либретто героико-лирической оперы-песни[20].